# Pałac w Krzyżowej
Pałac w Krzyżowej – zabytkowy pałac w Polsce, w województwie dolnośląskim, w gminie Świdnica, w miejscowości Krzyżowa (powiat świdnicki); na południowym skraju Równiny Świdnickiej, nad rzeką Piławą.

## Historia
Pałac w Krzyżowej został wybudowany w latach 1712–1726 najprawdopodobniej według projektu Felixa Hammerschmidta dla rodziny von Zedlitz, na miejscu stojącego tu wcześniej dworu z XVI w., zniszczonego w trakcie wojny trzydziestoletniej. Na polecenie Helmuta Karla von Moltke pałac został przebudowany w latach 1868–1869 według projektu berlińskiego architekta Gödekinga. Następna przebudowa miała miejsce w latach 1891–1900.
W latach 1992–1997 przeprowadzono kompleksowy remont i rewaloryzację pałacu.

## Architektura
Pałac w Krzyżowej to neobarokowa, wysoko podpiwniczona, dwukondygnacyjna budowla wzniesiona na planie prostokąta, nakryta dachem mansardowym z lukarnami. Fasada pałacu ma jedenaście osi i czteroosiowy pseudoryzalit. Do wejścia głównego prowadzą kamienne, zwężające się schody z żelazną, kutą balustradą i półkolisty podest wysokiego parteru. Główne wejście w ozdobnym portalu z dwiema kolumnami jońskimi po bokach potrzymującymi fronton zawierający kartusz z herbami Helmuta Karla von Moltke (po lewej) i Mary von Burt, ur. 1825 (po prawej). Wnętrza są dwutraktowe na wszystkich kondygnacjach.

## Galeria

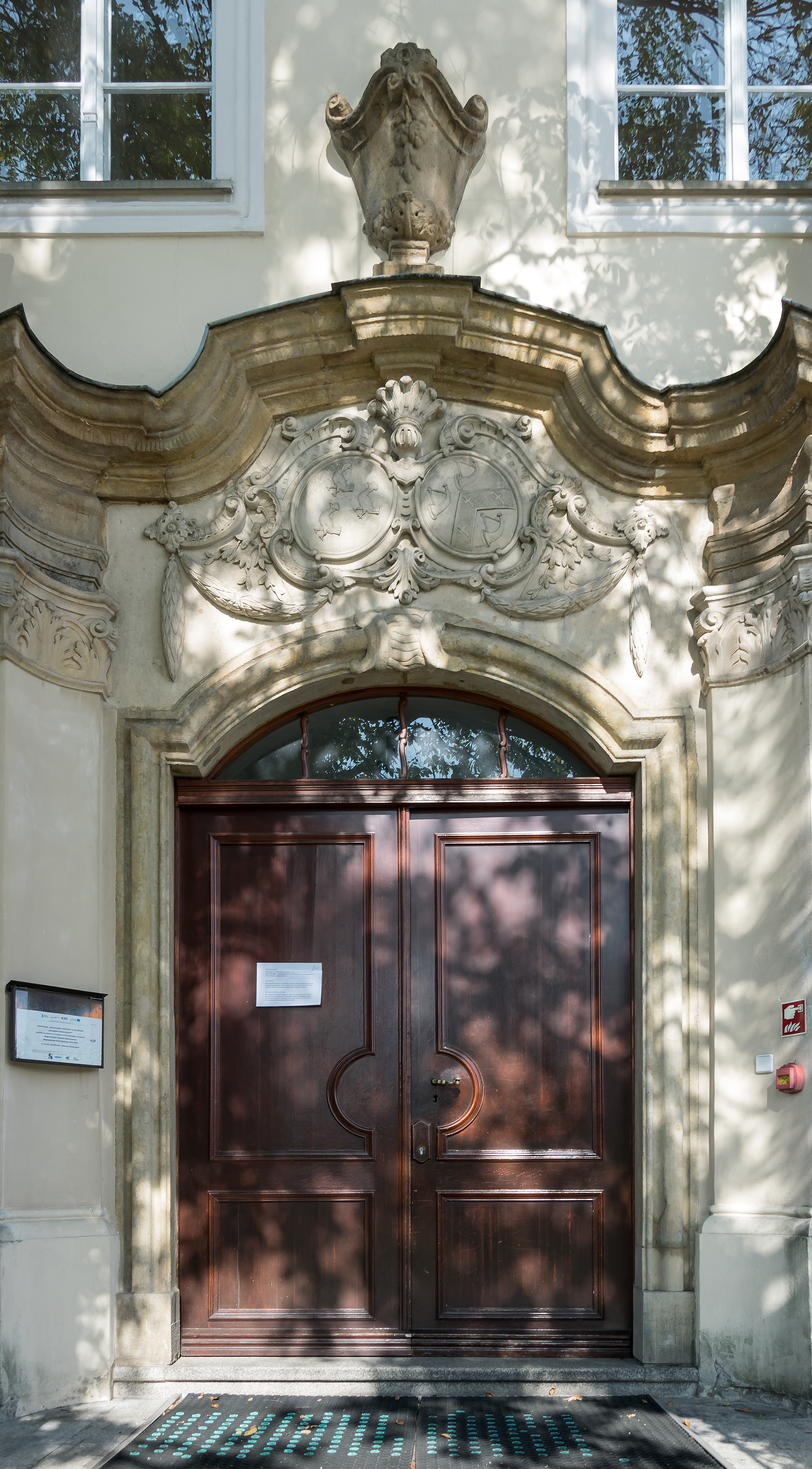
Portal z herbami H. v. Moltke i M. v. Burt
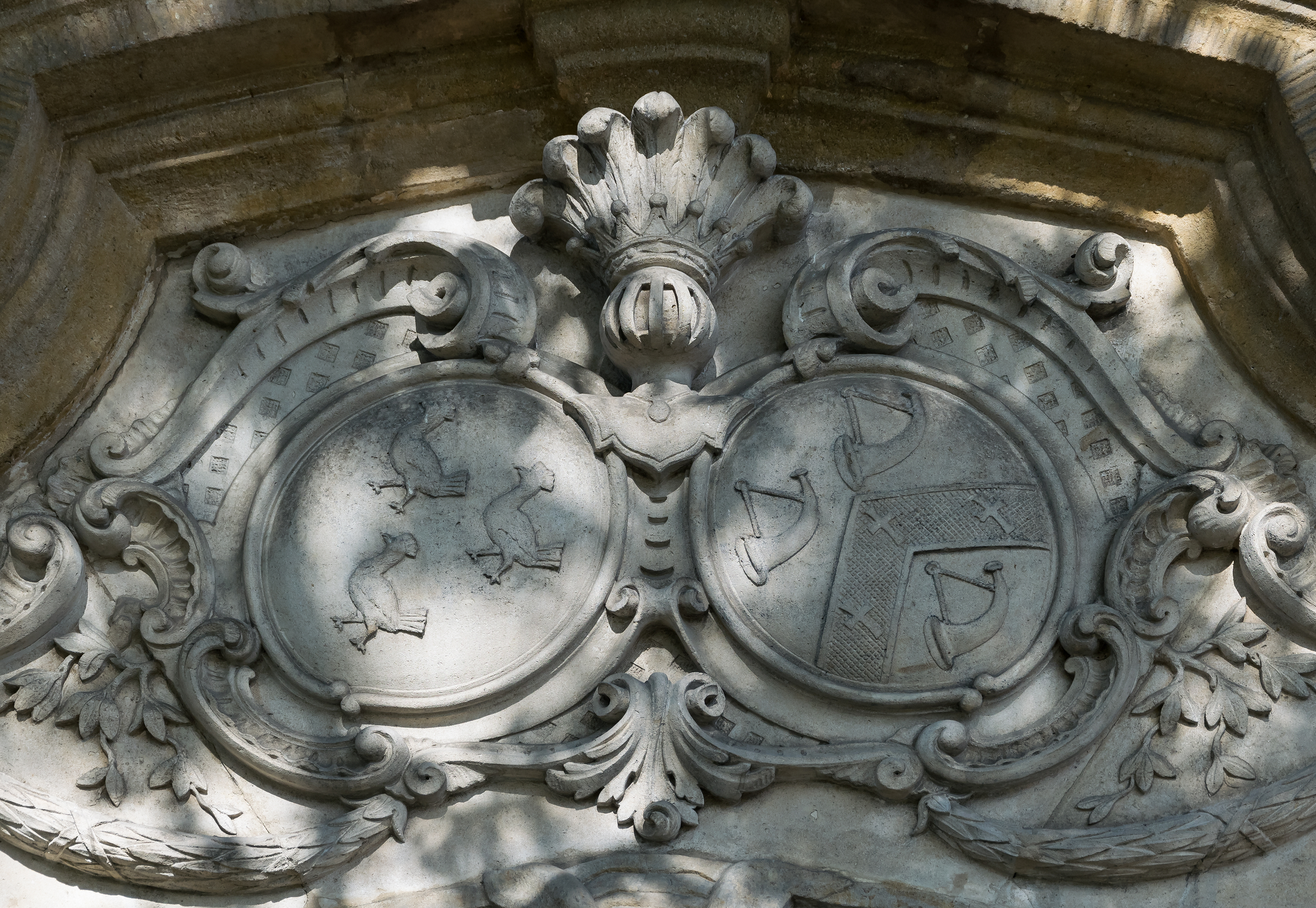
Herby Helmuta v. Moltke i Mary v. Burt
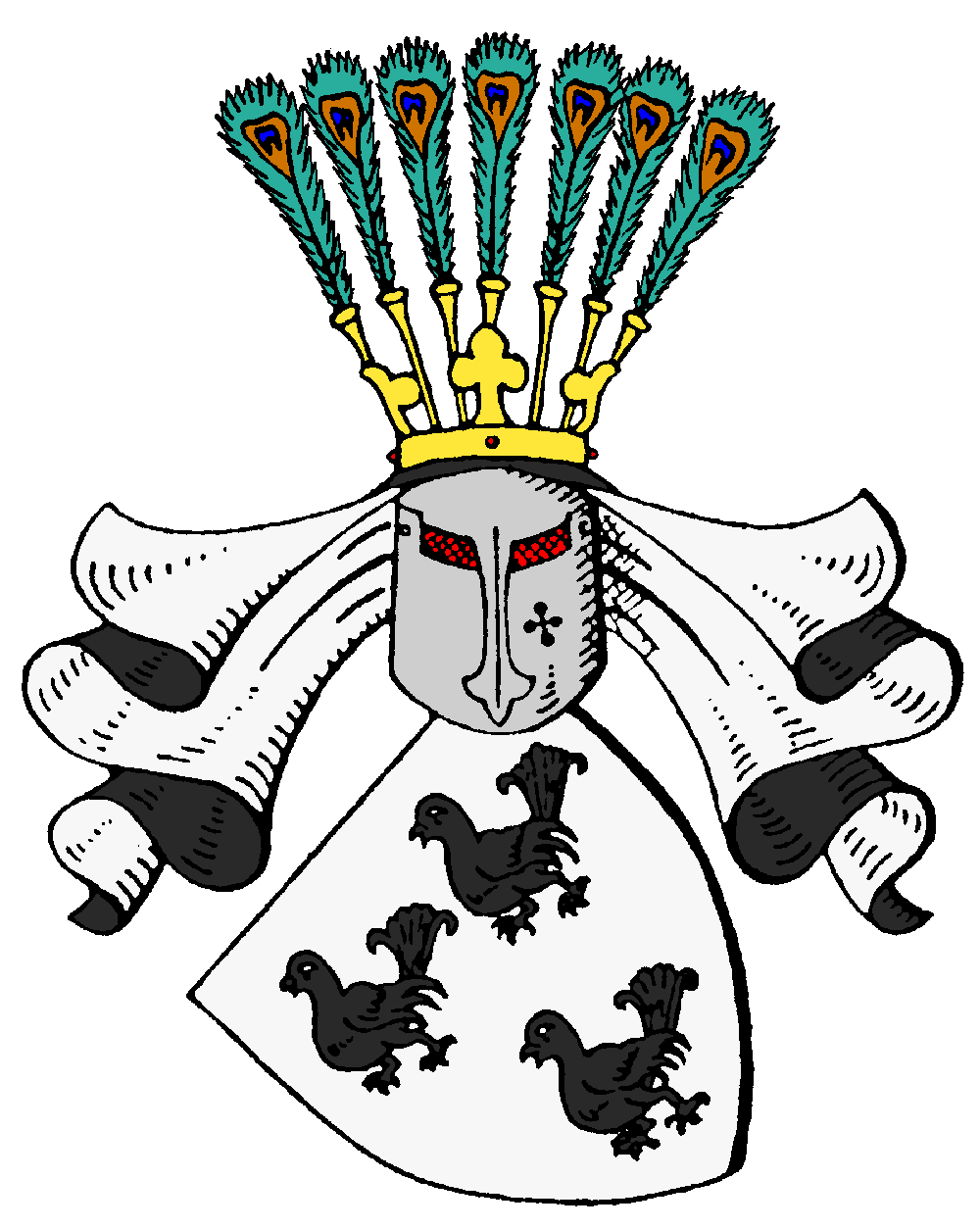
Herb Helmuta K. von Moltke
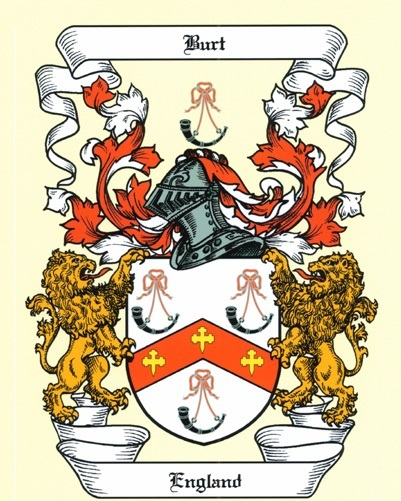
Herb Mary von Burt
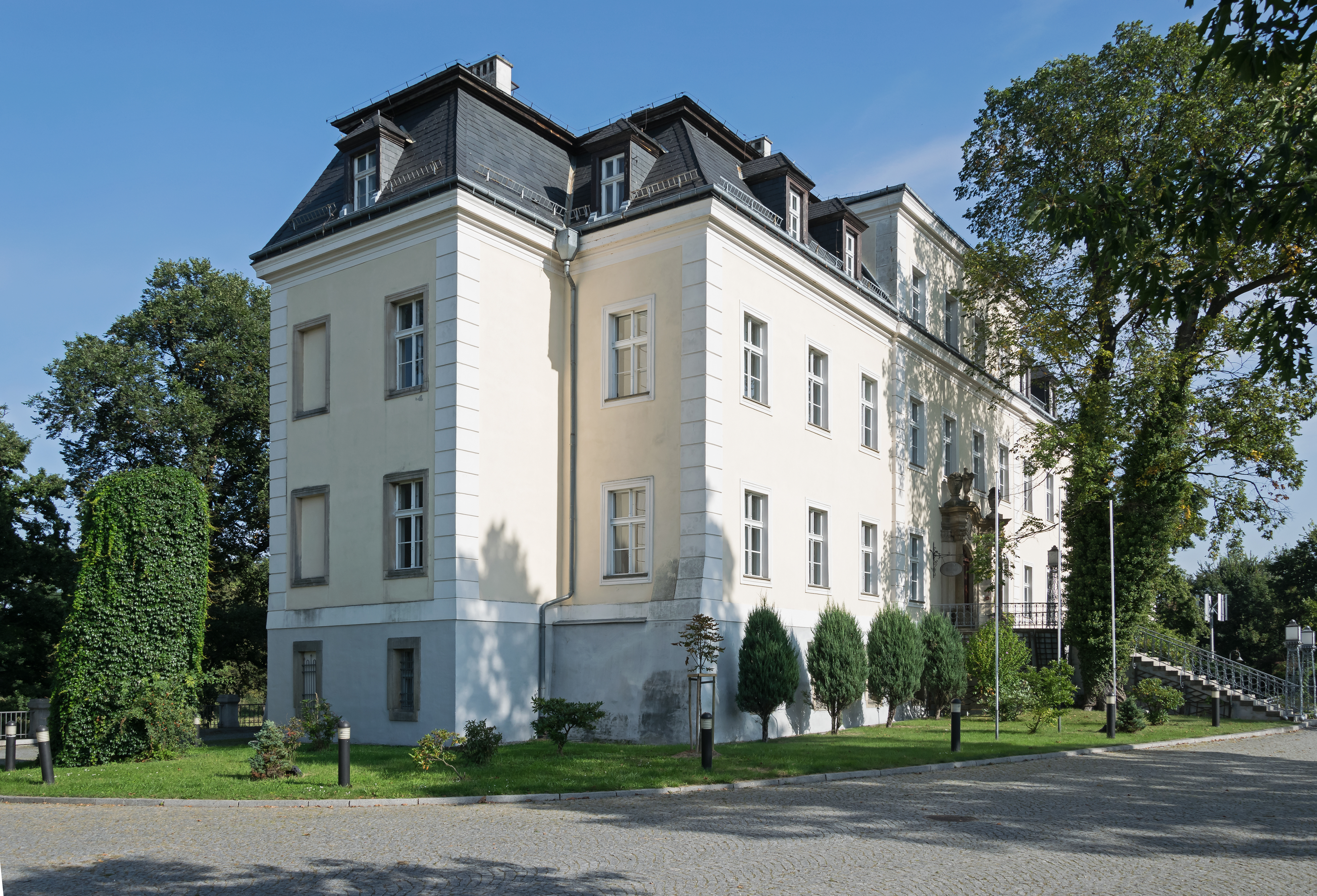
Pałac od zachodu
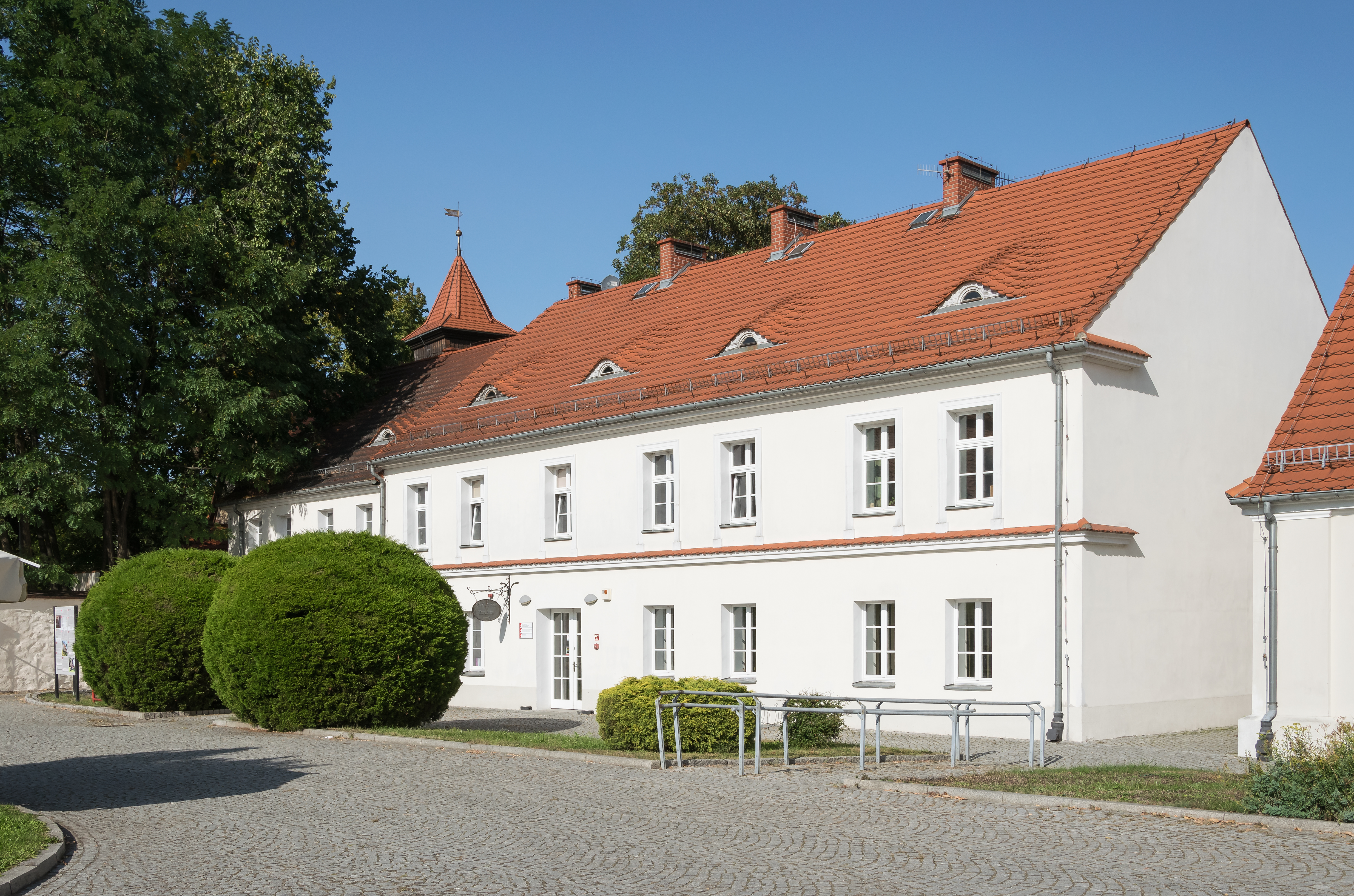
Dawna stróżówka
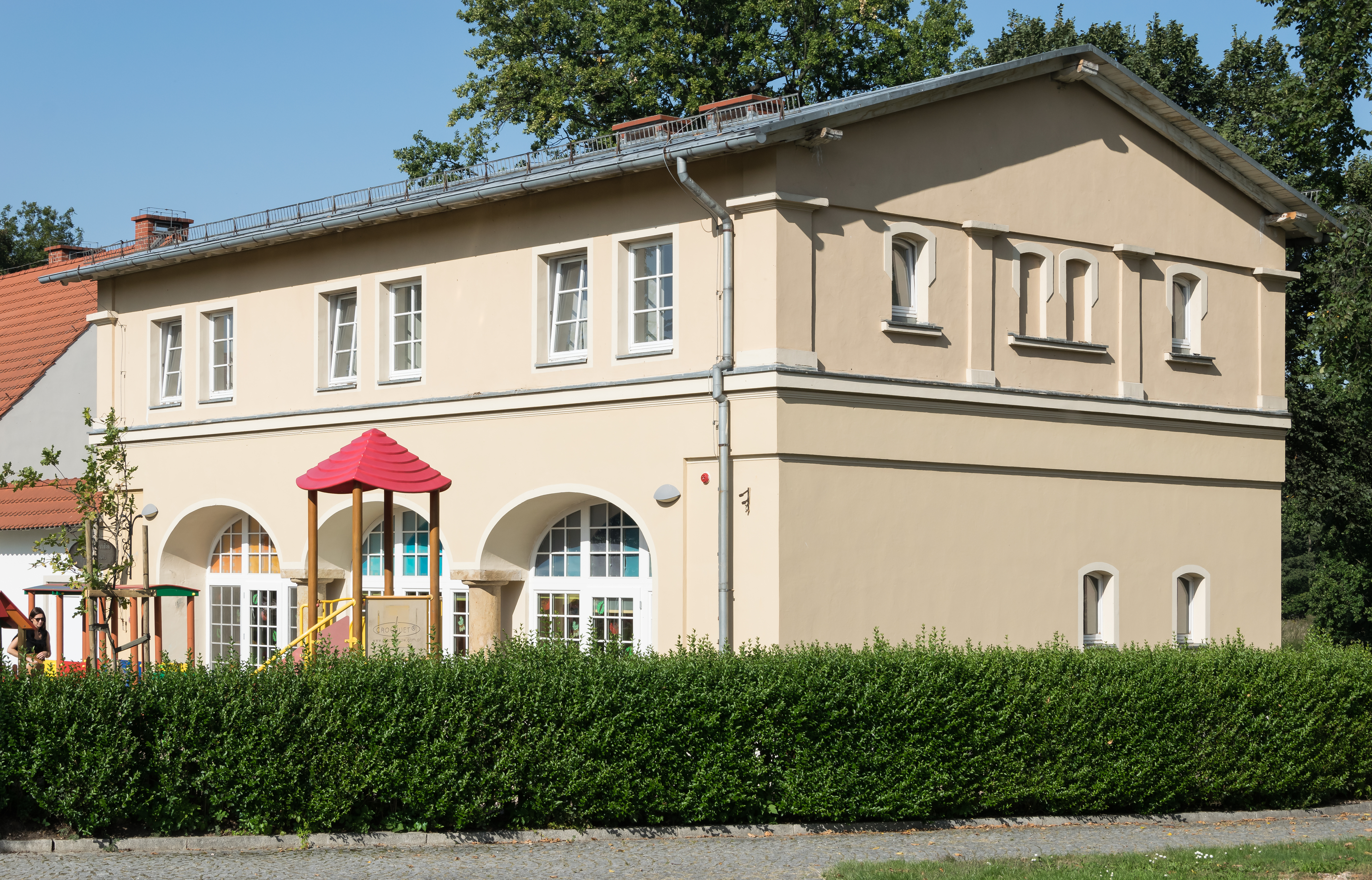
Dawna wozownia
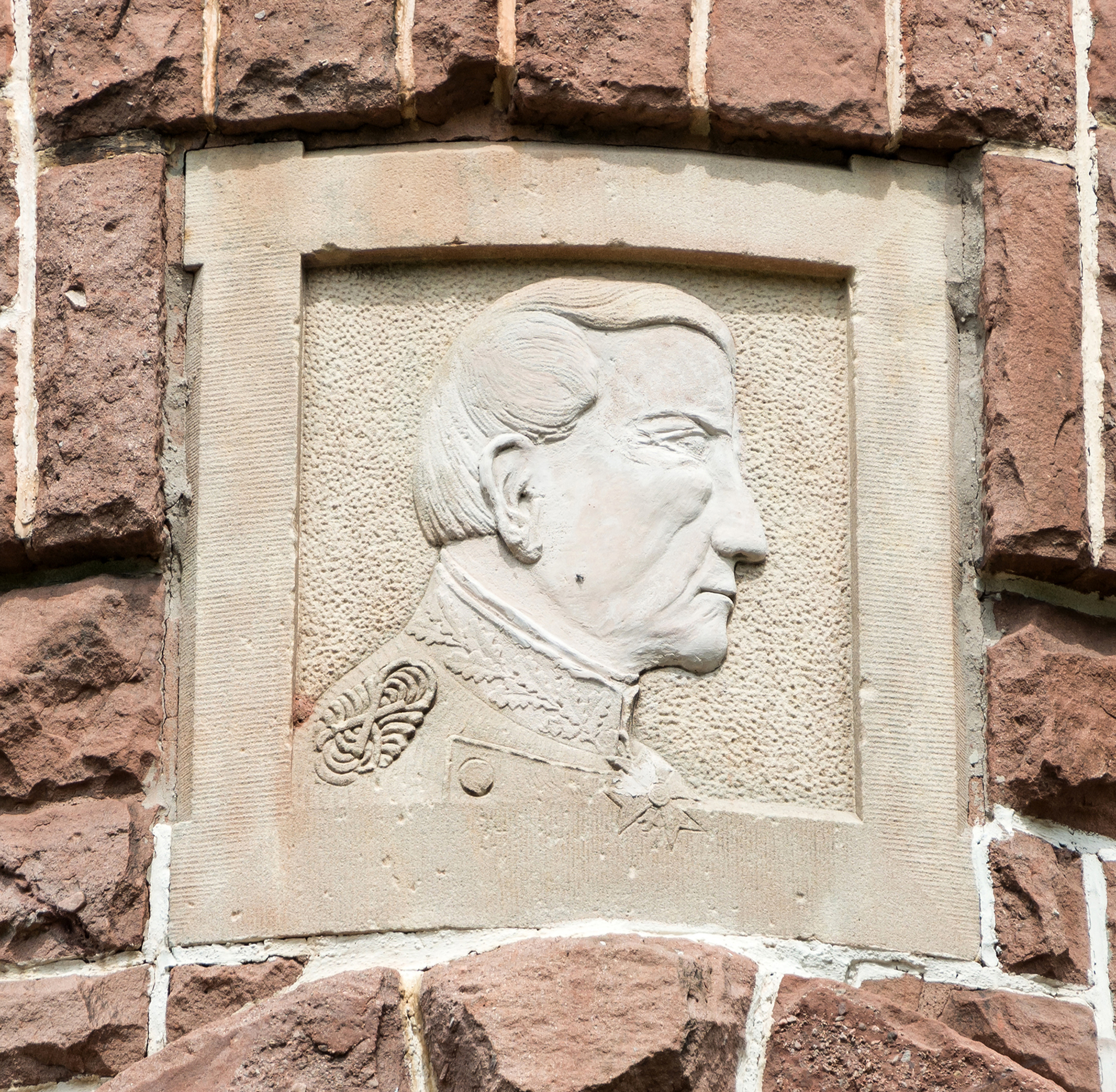
Płaskorzeźba Helmuta v. Moltke (wieża widokowa)